# Фрай-джек
Фрай джек — традиционное блюдо белизской кухни. Это обжаренные во фритюре куски теста, которые подают на завтрак и могут иметь форму кругов или треугольников.

## Общие сведения
Фрай-джек не уникален для Белиза. В разных странах мира используются разные названия, в том числе бенье в Новом Орлеане, США, сопайпилья в Мексике и на юго-западе США, или просто «жареное тесто».
Приготовление начинается с муки и других ингредиентов, обычно включая разрыхлитель, соль, растительное масло и воду. Затем смесь готовят на сковороде. Подготовка включает создание теста, а затем потребуется дать ему время для расстойки или чтобы оно поднялось. Как только тесто поднялось, его раскатывают, а затем нарезают полосками или кусочками. После того, как они обжарены в масле, они могут быть покрыты такими ингредиентами, как джем, бобы или сыр.